# Tragic Error
Tragic Error is een voormalige Belgische newbeatformatie.

## Biografie
De band werd opgericht in 1988 door Patrick De Meyer. De eerste demo werd zonder zijn toestemming uitgebracht op R&S Records onder de naam Fatal Error. Iets later bracht hij de afgewerkte versie uit als Iuhaha onder de gewijzigde groepsnaam Tragic Error bij Who's That Beat. In 1989 had de groep ook internationaal succes met Tanzen en Klatsche in die Hände.

## Discografie[1]
- Iuhaha (1988)
- Klatsche in die Hände (1989)
- Tanzen (1989)
- Ich Liebe Dich (1990)
- Umbaba (1990)
- Last Flight of the Prophet (1992)
- The Frog (1992)
- Legalize It? (1996)
- Tanzen - Herr President (2005)